# Ludwig Burger (Landrat)
Ludwig Burger (* 26. Juni 1899 in Pfaffenhofen an der Ilm; † im 20. Jahrhundert) war ein deutscher Landrat.

## Leben
Nach dem Abitur leistete Ludwig Burger in den Jahren von 1917 bis 1918 Kriegsdienst als Frontkämpfer und studierte Rechtswissenschaften an der Ludwig-Maximilians-Universität München (dort Mitglied der AGV München, nichtschlagende Studentenverbindung) und der Friedrich-Alexander-Universität Erlangen-Nürnberg, wo er 1922 mit der Dissertation „Die rechtliche Natur der Reichs-Versicherung“ zum Dr. jur. promovierte. 1925 legte er das große juristische Staatsexamen (früher Staatskonkurs) ab und wurde Regierungsassessor. Am 29. Mai 1937 beantragte Burger die Aufnahme in die NSDAP und wurde rückwirkend zum 1. Mai desselben Jahres aufgenommen (Mitgliedsnummer 5.100.207). Bevor Burger am 1. Dezember 1938 Bezirksamtsvorstand (ab 1939 Landrat) des Bezirksamts Beilngries (ab 1939 Landkreis Beilngries) wurde, war er Bezirksamtmann in Eschenbach und in Kaufbeuren. Er blieb bis Mai 1945 im Amt des Landrats. Nach dem Krieg kehrte er in die öffentliche Verwaltung zurück und wurde als Nachfolger des Ernst Bierlein Direktor des Oberversicherungsamtes Landshut.